# Huangfu Song
Huangfu Song (皇甫嵩S; ... – 195) è stato un generale cinese durante la fine della Dinastia Han, ricordato in gran parte per aver contribuito a sedare la Rivolta dei Turbanti Gialli e la Rivolta di Liangzhou.
Era uno dei tre comandanti imperiali quando iniziò la Rivolta dei Turbanti Gialli, insieme a Zhu Jun e Lu Zhi. Era famoso per essere una persona modesta e generosa, diede molto credito a Zhu Jun nel sedare la rivolta e implorò il perdono di Lu Zhi quando quest'ultimo venne ingiustamente accusato per un crimine che non aveva commesso. Huangfu Song si ritirò alla fine della rivolta; comunque dopo la morte di Dong Zhuo, venne richiamato a corte e designato Gran Commissario, ruolo che mantenne fino alla morte.
Nel romanzo storico di Luo Guanzhong, il Romanzo dei Tre Regni, venne coinvolto nel piano di Wang Yun per sbarazzarsi di Dong Zhuo, e condusse le forze di Han a catturare i membri della famiglia di Dong rimasti nella capitale.